# 1937 في إسبانيا
فيما يلي قوائم الأحداث التي وقعت خلال عام 1937 في إسبانيا.

## أحداث
- 24 أغسطس – معركة بيلشيت 1937
- 26 أبريل – قصف غرنيكا

## سياسة

### انتهاء فترة المنصب
- 17 مايو – فيديريكا مونتسيني وزارة الصحة (إسبانيا).

## مواليد

### فبراير
- 9 فبراير – ماريا روسا دي مادارياغا مؤرخة إسبانية.

### مارس
- 4 مارس – خوسيه أراكيستاين لاعب كرة قدم إسباني.
- 13 مارس – أنتونيو بيتانكورت لاعب كرة قدم إسباني.
- 23 مارس – جوزيه لويس فيلوسو لاعب كرة قدم إسباني.
- 25 مارس – هيديكاتسو شيباتا ممثل ياباني.

### أبريل
- 10 أبريل – مانويل رويز سوسا

### مايو
- 9 مايو – رافاييل مونيو مهندس معماري إسباني.

### أغسطس
- 3 أغسطس – أندريس خيمينو لاعب كرة مضرب إسباني.

### أكتوبر
- 21 أكتوبر – لورينو رويز

### ديسمبر
- 31 ديسمبر – فرانثيسكو جابيكا درّاج طريق إسباني.

## وفيات

### يناير
- 1 يناير – خوان أرتولا (مواليد 1895) لاعب كرة قدم إسباني.